# Tarup (Odense)
 For alternative betydninger, se Tarup. (Se også artikler, som begynder med Tarup)

Tarup er en tidligere forstad til Odense, beliggende 5 kilometer nordvest for byens centrum. Bydelen, der før kommunalreformen i 1970, udgjorde en selvstændig kommune sammen med nabobydelen Paarup, indeholder bl.a. Odenses næststørste butikscenter Tarup Center, et lokalbibliotek samt en folkeskole.
Postnummeret 5210 Odense NV udgøres bl.a. af Tarup, Paarup og Korup.
Tarup er en del af Paarup Sogn.

## Historie

### Landsbyen
Tarup nævnes første gang omkring 1510 (Taroppe).
I 1682 bestod landsbyen af 5 gårde. Det samlede dyrkede areal udgjorde 171,6 tønder land, skyldsat til 43,38 tdr. hartkorn. Dyrkningsformen var femvangsbrug. Landsbyens drift var integreret med Paarup og Snestrup. Der var tre vange med rotationen 2/1, mens en 4. vang blev dyrket årlig og en 5. vang (Waadsmarken) blev anvende med rotationen 2/3.
Tarup blev udskiftet i 1783.

### Forstaden
Efter anlæggelsen af den Nordvestfyenske Jernbane blev oprettet Snapind trinbræt. Dette, samt nærheden til Odense købstad bevirkede, at der udviklede sig en forstadsbebyggelse i Tarup i tilknytning til Odense. "Snapind stationsby" havde i 1925 430 indbyggere, i 1930 895 indbyggere, i 1935 1.460 indbyggere, i 1940 1.556 indbyggere, i 1945 1.590 indbyggere, i 1950 1.825 indbyggere, i 1955 1.932 indbyggere og i 1960 2.027 indbyggere.
I 1930 havde forstaden 895 indbyggere. Fordelingen efter næringsveje var: 54 levede af landbrug mm., 458 af håndværk og industri, 158 af handel og omsætning, 71 af transport, 39 af immateriel virksomhed, 48 af husgerning, 47 var ude af erhverv, og 20 havde ikke oplyst levevej.
I 1950 havde forstaden 1.825 indbyggere fordelt på 548 husstande. Fordelingen efter næringsveje var: 92 levede af landbrug mm., 1.031 af håndværk og industri, 301 af handel og omsætning, 97 af transport, 115 af administration og liberale erhverv, 170 af formue eller pension, mens 19 ikke havde oplyst levevej. På samme tidspunkt havde forstaden skole, kommunekontor, stadion, vandværk (oprettet 1933) og møbelfabrik.